# Blixten McQueen
Blixten McQueen (på engelska Lightning McQueen), är huvudfiguren i den animerade filmen Bilar från Disney/Pixar. Hans röst görs i den engelska versionen av Owen Wilson och i den svenska av Martin Stenmarck.
Blixten McQueens namn är taget från animatören Glenn McQueen som avled 2002.

## Historia
I början av filmen är Blixten McQueen en arrogant och spydig ung racerbil med välsmort munläder, som är väldigt självisk, speciellt mot sitt eget team (hans racing team) som gör att de slutar.
Han hoppas blir den första nybörjaren som vinner Pistongcupen och få ett fint sponsoravtal med Dinoco, men racet slutar oavgjort med kronprinsen inom racingen "Chick Hicks" och veteranen Lasse Chassi, "Kungen", efter att ha förlorat sin stora ledning för två sprängda däck.
På väg till Kalifornien för ett nytt avgörande race blir han avledd till Route 66 och Kylarköping, en nära nog övergiven stad som när Interstate 40 byggdes utanför staden förlorade all trafik genom staden.
McQueen förstör genom en olycka stadens huvudväg och invånarna i staden kräver att han ska laga den.
Allt eftersom hans vistelse i staden blir han vän med invånarna, och han blir kär i den före detta advokaten Sally. Han träffar även på stadens doktor och domare, den före detta racebilen Doc Hudson som han hyser stor respekt för. 
Dessa erfarenheter får McQueen att inse hur viktigt det är med vänskap och kärlek, och att berömmelse inte är det viktigaste i livet.
När McQueen väl kommer till Pistongcupen i Kalifornien – med sina vänner från Kylarköping som team i depån – kommer han först till mållinjen före Chick Hicks och Kungen. Men efter att ha sett Kungen tappa kontrollen och krascha (Chick trycker av honom medvetet) och kom ihåg hur en krasch hade förstört Docs karriär, så stannar han före mållinjen. Istället så låter han Chick vinna cupen och bestämmer sig för att hjälpa Kungen över mållinjen för att kunna gå i pension med värdigheten i behåll. Efter att Kungen påminde McQueen om att han gav upp Pistongcupen så framför Blixten något han minns att Doc sagt tidigare "En gammal racingbil jag känner har lärt mig att det bara är en tom pokal". McQueen får enormt mycket respekt från publiken för sitt agerande, och trots att han inte vann tävlingen så blir han erbjuden kontraktet med Dinoco efter att Chick blivit nekad möjligheten för sitt fuskande. Men McQueen bestämmer sig för att stanna hos sin första sponsor, Rost-i-väck och flytta sitt högkvarter till Kylarköping. Tack vare Blixtens engagemang så kommer en massa turister till Kylarköping och staden räddas.
| Modell:    | Blandning mellan Corvette C1 och Corvette C6. |
| Kön:       | Man                                           |
| Färg:      | Röd                                           |
| Röster:    | Owen Wilson / Martin Stenmarck                |
| Reg. plåt: | (95)                                          |